# Siddharth Chatterjee

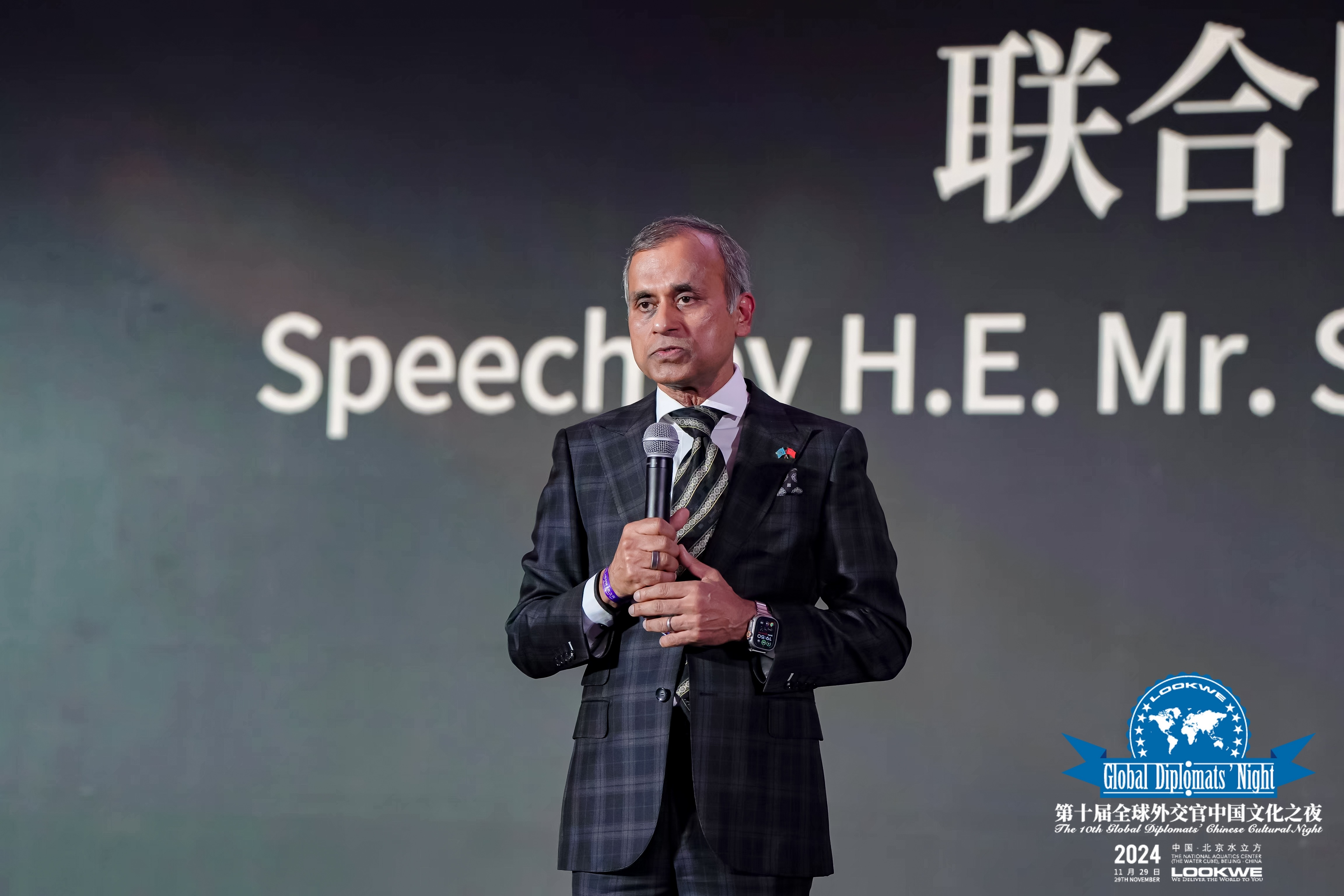
Siddharth Chatterjee, 2025

Siddharth Chatterjee es un coordinador residente de las Naciones Unidas en China. Coordina el trabajo de 27 agencias de Naciones Unidas. Antes de mudarse a China, fue Coordinador Residente de las Naciones Unidas en Kenia desde el 26 de agosto de 2016 hasta el 13 de enero de 2021.

## Primeros años y carrera
Chatterjee se unió a las Naciones Unidas en enero de 1997 después de servir como oficial de carrera en una unidad de las Fuerzas Especiales del Ejército de la India. Se desempeñó como Coordinador Residente de las Naciones Unidas en Kenia después de ocupar otros puestos de liderazgo en toda la Organización, incluido Representante Residente del Programa de las Naciones Unidas para el Desarrollo (PNUD) y Representante del Fondo de Población de las Naciones Unidas (UNFPA) en Kenia, Director Regional para Oriente Medio y Europa para la Oficina de las Naciones Unidas de Servicios para Proyectos (UNOPS) en Dinamarca y Jefe de Gabinete de la Misión de Asistencia de las Naciones Unidas para Irak (UNAMI). También ocupó puestos de liderazgo en el Fondo de las Naciones Unidas para la Infancia (UNICEF) en Indonesia, Somalia, Sudán del Sur y Sudán y en operaciones de mantenimiento de la paz de las Naciones Unidas en la Misión de las Naciones Unidas en Bosnia y Herzegovina (UNMIBH).
El 16 de febrero de 2021, Chatterjee asumió formalmente como Coordinador Residente de las Naciones Unidas en China.

## Trabajo notable
- Chatterjee también se desempeñó en la Federación Internacional de la Cruz Roja y la Media Luna Roja como Diplomático Jefe y Jefe de Movilización de Recursos en Suiza. Antes de unirse a las Naciones Unidas en 1997, fue oficial comisionado en el ejército de la India.[11]
- Ha trabajado en la ONU en varios países, incluidos Irak, Somalia, Sudán del Sur, Sudán (Darfur), Indonesia y en las operaciones de mantenimiento de la paz en Bosnia y Herzegovina.[12]